# Хорхе Гарсія (актор)
Хорхе Гарсіа (англ. Jorge Garcia, ісп. Jorge García, 28 квітня 1973, Омаха, Небраска) — американський актор і комік. Відомий за роллю Г'юго Реєс в серіалі «Загублені».

## Біографія
Хорхе народився в Омасі, штат Небраска. Його мати, Дора Меса — професор кубинського походження, а його батько, Умберто Гарсіа — лікар-хірург чилійського походження. Він виріс у Південній Каліфорнії й вирушив у середню школу в Сан-Клементе.
Хорхе Гарсіа почав захоплюватися акторством ще в коледжі і найбільше його приваблювали комедійні ролі. Закінчивши навчання, Хорхе Гарсіа приєднався до однієї з акторських студій в Беверлі-Хіллз. Приблизно тоді ж він почав з'являтися в серіалах, як в постійному акторському складі, так і в якості запрошеного артиста. Паралельно зі зйомками на телебаченні Хорхе багато грав в театрі. Він, як і раніше, залишався вірним своїм талантам коміка й не раз з'являвся у відомій в Лос-Анджелесі постановці «Фабрика сміху».
Гарсіа став першим актором, якого затвердили на роль в серіалі «Загублені». Ця роль, яку він виконував протягом шести сезонів, принесла йому світову популярність і декілька нагород, включаючи премію гільдії кіноакторів за кращий ансамбль в драматичному серіалі. У 2012 році на екрани вийшов телесеріал «Алькатрас», де Хорхе виконав одну з головних ролей — доктора Дієго Сото, але серіал був закритий після першого сезону через погіршення рейтингів. Після того, як у 2013 році Гарсіа зіграв роль в декількох епізодах серіалу «Гаваї 5.0», він увійшов в основний акторський склад серіалу, починаючи з п'ятого сезону.
Гарсіа знімався у фільмах, він грав одну з другорядних ролей у фільмі «Ласкаво просимо, або Сусідам вхід заборонений» (2006). У 2010 році з'явився як спеціально запрошена зірка в одній серії телесеріалу «Як я зустрів вашу маму», а в 2011 році в серіалах «Грань» та «Містер Саншайн».

## Особисте життя
Гарсіа одружений з 2005 року, його дружину звуть Емілі. Вони познайомилися тому, що були найближчими сусідами на Гаваях.
14 вересня 2010 року вийшов альбом «Hurley» групи Weezer. Назва була на честь Герлі, якого Гарсіа зіграв в серіалі «Загублені». Хорхе був також запрошеним вокалістом на концерті цієї групи.

## Фільмографія
| Рік       |    | Українська назва                              | Оригінальна назва                    | Роль               |
| --------- | -- | --------------------------------------------- | ------------------------------------ | ------------------ |
| 1997      | ф  | Скала воронів                                 | Raven's Ridge                        | Монті              |
| 1998—2001 | мс | Дика сімейка Торнберрі                        | The Wild Thornberrys                 | Рікардо            |
| 2001      | с  | Спін-Сіті                                     | Spin City                            | таксист            |
| 2001      | ф  | Завтра до півночі                             | Tomorrow by Midnight                 | Джей               |
| 2003      | с  | Коломбо                                       | Columbo                              | Джуліус            |
| 2003      | ф  | Коломбо подобається нічне життя               | Columbo: Columbo Likes the Nightlife | Джуліус            |
| 2003      | с  | Дій, крихітко                                 | Rock Me, Baby                        | Візз               |
| 2003      | ф  | Стара школа                                   | Old School                           | Хорхе              |
| 2004—2010 | с  | Загублені                                     | Lost                                 | Г'юго «Герлі» Реєс |
| 2004      | ф  | Наш час минув                                 | Our Time Is Up                       | садівник           |
| 2005      | ф  | Розумник                                      | The Good Humor Man                   | Рашмор             |
| 2005      | ф  | Маленькі Афіни                                | Little Athens                        | Педро              |
| 2006      | ф  | Ласкаво просимо, або Сусідам вхід заборонений | Deck the Halls                       | Уоллес             |
| 2006      | вг | Хітмен: Криваві гроші                         | Hitman: Blood Money                  | озвучка            |
| 2007      | ф  | Sweetzer                                      | Sweetzer                             | Серджіо            |
| 2007—2008 | с  | Загублені: Елементи, яких бракує              | Lost: Missing Pieces                 | Г'юго «Герлі» Реєс |
| 2010      | с  | Як я зустрів вашу маму                        | How I met your mother                | Стів Генрі         |
| 2011      | с  | Грань                                         | Fringe                               | Кевін              |
| 2011      | с  | Містер Саншайн                                | Mr. Sunshine                         | Боберт             |
| 2011      | ф  | Мактуб                                        | Maktub                               | Карлос             |
| 2012      | с  | Алькатрас                                     | Alcatraz                             | доктор Дієго Сото  |
| 2012      | с  | Якось у казці                                 | Once Upon a Time                     | Антон              |
| 2013      | ф  | -                                             | Spade                                | Альфред            |
| 2013      | ф  | Отримати роботу                               | Get a Job                            | Фернандо           |
| 2013      | ф  | Айстім                                        | ISteve                               | Стів Виник         |
| 2013—2020 | с  | Гаваї 5.0                                     | Hawaii Five-0                        | Джеррі Ортега      |
| 2014      | ф  | Кутіс                                         | Cooties                              | наркоман           |
| 2015      | ф  | Безглузда шістка                              | The Ridiculous 6                     | Німий              |
| 2015      | ф  | Весільний майстер                             | The Wedding Ringer                   | Ларч / Гарві       |
| 2016      | мф | Рок Дог                                       | Rock Dog                             | Гермур             |
| 2020      | ф  | Не та дівчина                                 | The Wrong Missy                      | пасажир літака     |
| 2020      | ф  |                                               | Nobody Knows I'm Here                | Мемо               |